# Bury (Greater Manchester)
 For alternative betydninger, se Bury. (Se også artikler, som begynder med Bury)
Bury er en by i Greater Manchester i England.
Den ligger ved floden Irwell, 8,9 km øst for Bolton, 9,5 km vest-sydvest for Rochdale og 12,7 km nord-nordvest for byen Manchester. Bury er omringet af adskillige mindre byer, som tilsammen udgør
distriktet Metropolitan Borough of Bury, hvor Bury er den største by og det administrative mindtpunkt. Bury har en befolkning på i alt 60.718.